# Pavel Bittner
Pavel Bittner (Olomouc, 29 de octubre de 2002) es un ciclista profesional checo que compite con el equipo Team Picnic PostNL.

## Trayectoria
En 2021 se unió al Development Team DSM y esa temporada ganó una etapa en la Carrera de la Paz sub-23 antes de dar el salto al equipo principal en agosto de 2022. Dos años después de ese momento logró sus primeras victorias; fue en la Vuelta a Burgos donde se impuso en la primera y última etapa. Su siguiente carrera fue la Vuelta a España, siendo la primera vez que participaba, y consiguió vencer en la 5.ª etapa.

## Palmarés
2021
- 1 etapa de la Carrera de la Paz sub-23

2023
- 2.º en el Campeonato de la República Checa en Ruta

2024
- 2 etapas de la Vuelta a Burgos
- 1 etapa de la Vuelta a España

## Resultados en Grandes Vueltas
| Carrera | Carrera         | 2021 | 2022 | 2023 | 2024  | 2025  |
| ------- | --------------- | ---- | ---- | ---- | ----- | ----- |
|         | Giro de Italia  | —    | —    | —    | —     | —     |
|         | Tour de Francia | —    | —    | —    | —     | 133.º |
|         | Vuelta a España | —    | —    | —    | 115.º | —     |

―: no participa
Ab.: abandono

## Equipos
- Development Team DSM (2021-2022)[5]
- DSM/Picnic (2022-)
  - Team DSM (2022-2023)[6]
  - Team dsm-firmenich (2023)
  - Team dsm-firmenich PostNL (2024)
  - Team Picnic PostNL (2025-)